# Jiří Kollert
Jiří Kollert (* 2. dubna 1974 Brno) je český klavírní interpret a pedagog.

## Životopis
Narodil se v rodině hudebního skladatele. Po studiích na konzervatoři a AMU v Praze rozvíjel svůj talent v Paříži u skvělého Eugena Indjice a profesorky Conservatoire National Superieure de Paris, Germaine Mounier († 2006). Své hudební vzdělání si rozšiřoval u pedagoga The Juilliard School Jerome Lowenthala a u dalších špičkových umělců.
Jiří Kollert vystupuje především v Evropě a často také v Japonsku. Spolupracuje s významnými dirigenty jako jsou např. Jiří Bělohlávek, Leoš Svárovský, Jakub Hrůša, Serge Baudo nebo Sachio Fujioka. Mezi předními orchestry, s kterými vystoupil, jsou Česká filharmonie, SOČR, FOK, Pražská komorní filharmonie, Slovenská filharmonie, New Japan Philharmonic Orchestra a řada dalších. Úspěšná byla vystoupení na mezinárodních festivalech Pražské Jaro, na festivalu Bohuslava Martinů, na Expo 2005 v Aiči (týden české hudby) a jiných význačných svátcích hudby.
Záhy se prosadil jako zasvěcený interpret české hudby u japonské nahrávací společnosti Octavia Records. Jako první mu vyšlo album s klavírními díly Bohuslava Martinů a které následovalo další CD s díly Josefa Suka. Zároveň připravil edici klavírních děl J. Suka u vydavatelství Zen-on. V rámci oslav v Mozartovském roce natočil CD s Českou filharmonií, vystupoval s čelnými orchestry a na řadě recitálů s Mozartovským programem.
Pro japonskou televizi NHK natočil cyklus programů s díly českých autorů jako součást pořadu „PianoPia“, ve kterém světoví pianisté představují průřez klavírní tvorbou. Kollertovy nahrávky zaznamenaly značný ohlas a byly vybrány mezi několik nejlepších do pořadu „PianoPia Speciál“ v následujícím roce. Zcela jedinečným úspěchem bylo zvolení Kollertových nahrávek do výběru Sony Music International, který společnost Sony představuje pod svojí značkou na řadě DVD.
V současnosti kromě koncertní činnosti je také zván pro vedení mistrovských kurzů a do porot mezinárodních soutěží.